# Rafael Dionísio
Rafael Dionísio (n.Lisboa, em 1971) é um escritor português. Frequentou engenharia no Instituto Superior Técnico, arquitectura na Universidade Técnica de Lisboa e o curso de Desenho do Ar.Co. Acabou o curso de Estudos Portugueses na Faculdade de Ciências Sociais e Humanas da Universidade Nova de Lisboa e o curso de mestrado de Edição de Texto pela mesma Universidade com uma dissertação em Ernesto de Sousa. Tem um doutoramento pela mesma universidade no mesmo assunto. Faz performance e é diseur.
Tem tido actividade como monitor de Escrita Criativa. 
Em 2014 gravou um disco como vocalista em freeware com a No Stealing Orchestra "Uma Desgraça Nunca Vem Só".

## Obras
Livros editados pela Chili Com Carne:
- Textos mais ou menos poéticos (poesia em prosa)
- A Sagrada Família (romance)
- Lucrécia (romance)
- cadernos de fausto (textos)
- Algumas Pessoas Depois (romance)
- O Tempo da Geração Espontânea (romance)
- O Fantasma de Creta (Contos; em parceria com as Edições Bicicleta)